# Villard-Saint-Sauveur
Villard-Saint-Sauveur è un comune francese di 660 abitanti situato nel dipartimento del Giura nella regione della Borgogna-Franca Contea.

## Società

### Evoluzione demografica
Abitanti censiti